# 1998 في كندا
فيما يلي قوائم الأحداث التي وقعت خلال عام 1998 في كندا.

## سياسة

### تعيين في المنصب
- 30 نوفمبر – جان شاريه عضو الجمعية الوطنية في كيبك [الإنجليزية]‏.

### انتهاء فترة المنصب
- 30 نوفمبر – جان شاريه عضو مجلس العموم الكندي.

## رياضة
- 7 يونيو – جائزة كندا الكبرى 1998 الفائز مايكل شوماخر.

## ظهور
- 1 يناير – ميتريك

## أفلام
من الأفلام التي صدرت هذه السنة في كندا:
- 1 يناير – الأرض من إخراج ديبا ميهتا.
- 1 يناير – الكمان الأحمر من إخراج فرانسوا جيرارد.
- 1 يناير – بابار: ملك الفيلة

## برامج ومسلسلات وأنمي
- مغامرات فريد
- بيبي الشقية

## مواليد

### أغسطس
- 8 أغسطس – شون مينديز مغني كندي.

## وفيات

### مارس
- 13 مارس – بيل ريد (مواليد 1920)

### مايو
- 28 مايو – فيل هارتمان (مواليد 1948)

### يونيو
- 23 يونيو – ليونارد جونز (مواليد 1924) سياسي كندي.